# Centerton
Centerton é uma cidade localizada no estado americano de Arkansas, no Condado de Benton.

## Demografia
Segundo o censo americano de 2000, a sua população era de 2146 habitantes.
Em 2006, foi estimada uma população de 6743, um aumento de 4597 (214.2%).

## Geografia
De acordo com o United States Census Bureau, a localidade tem uma área de 10,4 km², sem área coberta por água. Centerton localiza-se a aproximadamente 391 m acima do nível do mar.

## Localidades na vizinhança
O diagrama seguinte representa as localidades num raio de 16 km ao redor de Centerton.